# Гола (дем Кукуш)
Гола (на гръцки: Κορυφή, Корифи, до 1926 година Γκόλα, Гола) е село в Егейска Македония, Гърция, дем Кукуш (Килкис) на административна област Централна Македония.

## География
Селото е разположено на 320 m надморска височина, на 3,5 km югоизточно от Дойранското езеро и село Дойран (Дойрани).

## История

### В Османската империя
Селото се споменава в османски регистър за доганджиите в Румелия, за задълженията и земевладеенето им от началото на последната четвърт на XV век. От Гола са регистрирани 30 домакинства с доход 1992 акчета.
В църквата „Свети Пантелеймон“ има икони от Дамянос Георгиу.
Между 1896 и 1900 година селото преминава под върховенството на Българската екзархия. По данни на секретаря на екзархията Димитър Мишев („La Macédoine et sa Population Chrétienne“) в 1905 година в Гола (Gola) има 120 българи екзархисти и работи българско училище с 1 учител и 5 ученици.
При избухването на Балканската война в 1912 година четирима души от Гола са доброволци в Македоно-одринското опълчение.

### В Гърция
В 1913 година след Междусъюзническата война селото попада в Гърция. Боривое Милоевич пише в 1921 година („Южна Македония“), че Гола има 12 къщи славяни християни. Селото пострадва в Първата световна война и жителите му се изселват в Струмишко, България, предимно в село Нова махала. На тяхно място са заселени гърци бежанци. В 1928 година в селото е чисто бежанско и има 60 бежански семейства със 188 жители. В 1926 година селото е прекръстено на Корифес. Селото пострадва силно и в Гражданската война (1946 - 1949).
Населението традиционно произвежда жито и тютюн.
| Година    | 1913 | 1920 | 1928 | 1940 | 1951 | 1961 | 1971 | 1981 | 1991 | 2001 | 2011 | 2021 |
| --------- | ---- | ---- | ---- | ---- | ---- | ---- | ---- | ---- | ---- | ---- | ---- | ---- |
| Население | 84   | 37   | 122  | 336  | 173  | 179  | 173  | 141  | 92   | 109  | 106  | 65   |

## Личности
Родени в Гола
- Вано Ташев (1892 – ?), македоно-одрински опълченец, Четвърта рота на Трета солунска дружина, носител на орден „За храброст“ IV степен[12]
- Кольо Георгиев (1892 – ?), македоно-одрински опълченец, Кукушката чета[13]
- Трайо Голски (1884 – ?), македоно-одрински опълченец, Кукушката чета[14]
- Христо Ташев (1891 – ?), македоно-одрински опълченец, Четвърта рота на Трета солунска дружина[15]